# Ice Star de 2015
O Ice Star de 2015 foi a quarta edição do Ice Star, um evento anual de patinação artística no gelo. A competição foi disputada entre os dias 8 de outubro e 11 de outubro, na cidade de Minsk, Bielorrússia.

## Eventos
- Individual masculino (sênior, júnior e noviço avançado)
- Individual feminino (sênior, júnior e noviço avançado)
- Dança no gelo (sênior, júnior e noviço avançado)

## Medalhistas
| Evento                        | Ouro                                        | Prata                                               | Bronze                                             |
| Sênior                        |                                             |                                                     |                                                    |
| Individual masculino detalhes | Kim Jin-seo · Coreia do Sul                 | Evgeni Vlasov · Rússia                              | Larry Loupolover · Azerbaijão                      |
| Individual feminino detalhes  | Kim Sena · Coreia do Sul                    | Aleksandra Golovkina · Lituânia                     | Johanna Allik · Estônia                            |
| Dança no gelo detalhes        | Ksenia Monko · Kirill Khaliavin · Rússia    | Viktoria Kavaliova · Yurii Bieliaiev · Bielorrússia | Rebeka Kim · Kirill Minov · Coreia do Sul          |
| Júnior                        |                                             |                                                     |                                                    |
| Individual masculino detalhes | Ivan Shmuratko · Ucrânia                    | Yakau Zenko · Bielorrússia                          | Aleksandr Selevko · Estônia                        |
| Individual feminino detalhes  | Anita Östlund · Suécia                      | Kristina Shkuleta Gromova · Estônia                 | Anželika Kļujeva · Letônia                         |
| Dança no gelo detalhes        | Sofia Evdokimova · Egor Bazin · Rússia      | Maria Oleynik · Yuri Hulitski · Bielorrússia        | Anzhelika Yurchenko · Volodymyr Byelikov · Ucrânia |
| Noviço avançado               |                                             |                                                     |                                                    |
| Individual masculino detalhes | Andrey Kokura · Ucrânia                     | Yauheni Puzanau · Bielorrússia                      | Mihail Selevko · Estônia                           |
| Individual feminino detalhes  | Anastasia Arkhipova · Ucrânia               | Gaia Maiorano · Itália                              | Diana Guseva · Rússia                              |
| Dança no gelo detalhes        | Ekaterina Andreeva · Ivan Desyatov · Rússia | Irina Khavronina · Nikita Tashirev · Rússia         | Eva Zaporozhskaya · Aleksander Balykov · Rússia    |

## Resultados

### Sênior

#### Individual masculino
| Pos.              | Nome                | Nacionalidade | Pontos | PC        | PL         |
| ----------------- | ------------------- | ------------- | ------ | --------- | ---------- |
| Medalha de ouro   | Kim Jin-seo         | Coreia do Sul | 209.56 | 65.26 (1) | 144.30 (1) |
| Medalha de prata  | Evgenii Vlasov      | Rússia        | 179.36 | 59.60 (2) | 119.76 (2) |
| Medalha de bronze | Larry Loupolover    | Azerbaijão    | 163.94 | 50.84 (4) | 113.10 (3) |
| 4                 | Aliaksei Mialiokhin | Bielorrússia  | 154.50 | 56.01 (3) | 98.49 (4)  |
| 5                 | Pavel Shveysov      | Rússia        | 147.66 | 50.80 (5) | 96.86 (5)  |

#### Individual feminino
| Pos.              | Nome                 | Nacionalidade | Pontos | PC        | PL        |
| ----------------- | -------------------- | ------------- | ------ | --------- | --------- |
| Medalha de ouro   | Kim Sena             | Coreia do Sul | 145.38 | 52.61 (1) | 92.77 (1) |
| Medalha de prata  | Aleksandra Golovkina | Lituânia      | 130.51 | 49.02 (2) | 81.49 (3) |
| Medalha de bronze | Johanna Allik        | Estônia       | 129.91 | 43.98 (4) | 85.93 (2) |
| 4                 | Alina Fjodorova      | Letônia       | 112.44 | 44.89 (3) | 67.55 (4) |
| WD                | Alina Beletskaya     | Ucrânia       | —      | — (WD)    |           |

#### Dança no gelo
| Pos.              | Nome                                 | Nacionalidade | Pontos | DC        | DL         |
| ----------------- | ------------------------------------ | ------------- | ------ | --------- | ---------- |
| Medalha de ouro   | Ksenia Monko / Kirill Khalyavin      | Rússia        | 173.29 | 69.29 (1) | 104.00 (1) |
| Medalha de prata  | Viktoria Kavaliova / Yurii Bieliaiev | Bielorrússia  | 150.84 | 61.77 (2) | 89.07 (2)  |
| Medalha de bronze | Rebeka Kim / Kirill Minov            | Coreia do Sul | 138.50 | 52.70 (3) | 85.80 (3)  |
| 4                 | Katarina Paice / Iurii Ieremenko     | Suíça         | 120.92 | 48.92 (4) | 72.00 (4)  |

### Júnior

#### Individual masculino júnior
| Pos.              | Nome              | Nacionalidade | Pontos | PC        | PL         |
| ----------------- | ----------------- | ------------- | ------ | --------- | ---------- |
| Medalha de ouro   | Ivan Shmuratko    | Ucrânia       | 164.15 | 56.98 (1) | 107.17 (1) |
| Medalha de prata  | Yakau Zenko       | Bielorrússia  | 156.73 | 55.69 (2) | 101.04 (2) |
| Medalha de bronze | Aleksandr Selevko | Estônia       | 140.82 | 55.47 (3) | 85.35 (4)  |
| 4                 | Dmitry Evgeniev   | Rússia        | 139.66 | 46.79 (5) | 92.87 (3)  |
| 5                 | Anton Karpuk      | Bielorrússia  | 131.34 | 49.46 (4) | 81.88 (5)  |
| WD                | Illia Okhrimenko  | Ucrânia       | —      | — (WD)    |            |

#### Individual feminino júnior
| Pos.              | Nome                      | Nacionalidade | Pontos | PC         | PL         |
| ----------------- | ------------------------- | ------------- | ------ | ---------- | ---------- |
| Medalha de ouro   | Anita Ostlund             | Suécia        | 137.09 | 52.55 (1)  | 84.54 (2)  |
| Medalha de prata  | Kristina Shkuleta Gromova | Estônia       | 128.12 | 43.16 (3)  | 84.96 (1)  |
| Medalha de bronze | Anželika Kļujeva          | Letônia       | 125.39 | 45.06 (2)  | 80.33 (3)  |
| 4                 | Lim Ah-hyun               | Coreia do Sul | 118.25 | 40.23 (4)  | 78.02 (4)  |
| 5                 | Mariya Saldakaeva         | Bielorrússia  | 110.09 | 36.67 (7)  | 73.42 (5)  |
| 6                 | Daria Batura              | Bielorrússia  | 108.70 | 38.82 (5)  | 69.88 (7)  |
| 7                 | Kamile Linauskaite        | Lituânia      | 108.00 | 37.12 (6)  | 70.88 (6)  |
| 8                 | Mariya Gavrilova          | Ucrânia       | 104.58 | 36.20 (8)  | 68.38 (8)  |
| 9                 | Greta Morkyte             | Lituânia      | 101.15 | 34.28 (10) | 66.87 (9)  |
| 10                | Darya Maltsava            | Bielorrússia  | 98.65  | 33.01 (12) | 65.64 (10) |
| 11                | Martina Rafikova          | Rússia        | 96.76  | 35.08 (9)  | 61.68 (12) |
| 12                | Julia Bashinska           | Ucrânia       | 94.85  | 32.89 (14) | 61.96 (11) |
| 13                | Polina Salaneka           | Bielorrússia  | 94.41  | 32.99 (13) | 61.42 (13) |
| 14                | Alisa Panchenko           | Ucrânia       | 93.69  | 34.06 (11) | 59.63 (14) |
| 15                | Alina Suponenka           | Bielorrússia  | 89.29  | 30.92 (16) | 58.37 (15) |
| 16                | Hanna Miarzlikina         | Bielorrússia  | 88.74  | 31.78 (15) | 56.96 (17) |
| 17                | Natalja Gordejeva         | Estônia       | 87.02  | 30.41 (17) | 56.61 (18) |
| 18                | Hanna Paroshina           | Bielorrússia  | 86.05  | 28.31 (20) | 57.74 (16) |
| 19                | Ieva Mikelionyte          | Lituânia      | 85.23  | 29.49 (18) | 55.74 (20) |
| 20                | Anastasiya Zaitsava       | Bielorrússia  | 84.96  | 28.76 (19) | 56.20 (19) |
| 21                | Hanna Babrova             | Bielorrússia  | 80.13  | 26.41 (21) | 53.72 (21) |
| 22                | Jelizaveta Smeljova       | Estônia       | 75.39  | 24.11 (24) | 51.28 (22) |
| 23                | Tatsiana Chornaya         | Bielorrússia  | 73.07  | 26.11 (22) | 46.96 (24) |
| 24                | Alisa Turchyna            | Bielorrússia  | 71.92  | 24.87 (23) | 47.05 (23) |
| 25                | Tatsiana Taldykina        | Bielorrússia  | 64.98  | 21.81 (25) | 43.17 (25) |
| WD                | Anastasiya Bazhankova     | Bielorrússia  | —      | — (WD)     |            |

#### Dança no gelo júnior
| Pos.              | Nome                                     | Nacionalidade | Pontos | DC         | DL         |
| ----------------- | ---------------------------------------- | ------------- | ------ | ---------- | ---------- |
| Medalha de ouro   | Sofia Evdokimova / Egor Bazin            | Rússia        | 156.25 | 64.52 (1)  | 91.73 (1)  |
| Medalha de prata  | Maria Oleynik / Yuri Hulitski            | Bielorrússia  | 130.18 | 52.58 (2)  | 77.60 (2)  |
| Medalha de bronze | Anzhelika Yurcenko / Volodymyr Byelikov  | Ucrânia       | 123.60 | 47.47 (4)  | 76.13 (3)  |
| 4                 | Yulia Tulseva / Grigorii Yakushev        | Rússia        | 118.30 | 47.80 (3)  | 70.50 (4)  |
| 5                 | Polina Ivanenko / Daniil Karpov          | Rússia        | 111.72 | 46.19 (5)  | 65.53 (6)  |
| 6                 | Anastasiya Tkacheva / Vadim Davidovich   | Bielorrússia  | 109.58 | 42.41 (7)  | 67.17 (5)  |
| 7                 | Olga Giglava / Aleksandr Siroshtan       | Ucrânia       | 104.55 | 43.15 (6)  | 61.40 (7)  |
| 8                 | Palina Mishchanchuk / Uladzimir Zaitsau  | Bielorrússia  | 99.90  | 41.13 (8)  | 58.77 (8)  |
| 9                 | Katerina Bunina / German Frolov          | Estônia       | 82.47  | 36.87 (9)  | 45.60 (9)  |
| 10                | Yulia Kim / Shokhrukh Sultanov           | Uzbequistão   | 57.24  | 19.84 (10) | 37.40 (10) |
| WD                | Guoste Damuleviciute / Deividas Kizala   | Lituânia      | —      | — (WD)     |            |
| WD                | Aleksandra Amelkhina / Andrey Filatov    | Rússia        | —      | — (WD)     |            |
| WD                | Ksenia Konkina / Georgy Reviya           | Rússia        | —      | — (WD)     |            |
| WD                | Vitaliia Sokolova / Stanislav Novozhikov | Rússia        | —      | — (WD)     |            |
| WD                | Arina Ushakova / Maksim Nekrasov         | Rússia        | —      | — (WD)     |            |

### Noviço avançado

#### Individual masculino noviço avançado
| Pos.              | Nome                | Nacionalidade | Pontos | PC        | PL        |
| ----------------- | ------------------- | ------------- | ------ | --------- | --------- |
| Medalha de ouro   | Andrey Kokura       | Ucrânia       | 96.43  | 30.99 (2) | 65.44 (1) |
| Medalha de prata  | Yauheni Puzanau     | Bielorrússia  | 95.53  | 35.48 (1) | 60.05 (2) |
| Medalha de bronze | Mihhail Selevko     | Estônia       | 78.82  | 29.20 (3) | 49.62 (5) |
| 4                 | Nikolay Nazarenko   | Ucrânia       | 75.61  | 24.90 (5) | 50.71 (4) |
| 5                 | Pavel Buyavets      | Bielorrússia  | 73.59  | 22.44 (6) | 51.15 (3) |
| 6                 | Kims Georgs Pavlovs | Letônia       | 68.87  | 20.22 (8) | 48.65 (6) |
| 7                 | Mikita Stsiapankov  | Bielorrússia  | 67.30  | 25.15 (4) | 42.15 (7) |
| 8                 | Uladzislau Saprykin | Bielorrússia  | 62.61  | 20.53 (7) | 42.08 (8) |
| 9                 | Andrei Lagavik      | Bielorrússia  | 36.32  | 13.66 (9) | 22.66 (9) |
| WD                | Kiril Kravtchuk     | Estônia       | —      | — (WD)    |           |

#### Individual feminino noviço avançado
| Pos.              | Nome                    | Nacionalidade | Pontos | PC         | PL         |
| ----------------- | ----------------------- | ------------- | ------ | ---------- | ---------- |
| Medalha de ouro   | Anastasia Arkhipova     | Ucrânia       | 101.59 | 41.85 (1)  | 59.74 (1)  |
| Medalha de prata  | Gaia Maiorano           | Itália        | 84.98  | 33.48 (2)  | 51.50 (5)  |
| Medalha de bronze | Diana Guseva            | Rússia        | 84.37  | 28.96 (8)  | 55.41 (2)  |
| 4                 | Gaia Mazza              | Itália        | 83.40  | 30.34 (4)  | 53.06 (3)  |
| 5                 | Lizaveta Malinouskaya   | Bielorrússia  | 82.67  | 33.11 (3)  | 49.56 (7)  |
| 6                 | Alina Bibelnik          | Bielorrússia  | 82.55  | 29.72 (6)  | 52.83 (4)  |
| 7                 | Lizaveta Khlypauka      | Bielorrússia  | 77.49  | 27.48 (9)  | 50.01 (6)  |
| 8                 | Greta Baldan            | Itália        | 76.40  | 29.70 (7)  | 46.70 (8)  |
| 9                 | Tatsyana Mihits         | Bielorrússia  | 75.46  | 30.04 (5)  | 45.42 (10) |
| 10                | Valeriya Shulskaya      | Rússia        | 73.77  | 27.17 (10) | 46.60 (9)  |
| 11                | Karina Kuritsona        | Estônia       | 67.29  | 26.82 (11) | 40.47 (14) |
| 12                | Viktoryia Volosozhar    | Bielorrússia  | 66.92  | 26.46 (12) | 40.46 (15) |
| 13                | Iryna Tsikhanava        | Bielorrússia  | 66.55  | 25.38 (13) | 41.17 (12) |
| 14                | Alesya Kolesnikova      | Bielorrússia  | 62.95  | 24.12 (16) | 38.83 (17) |
| 15                | Eliza Lota Lapaine      | Letônia       | 62.56  | 23.62 (17) | 38.94 (16) |
| 16                | Maria Minevich          | Bielorrússia  | 62.23  | 21.29 (18) | 40.94 (13) |
| 17                | Alina Sotvaldieva       | Bielorrússia  | 62.08  | 25.31 (14) | 36.77 (19) |
| 18                | Anastasiya Belaus       | Bielorrússia  | 61.81  | 19.75 (24) | 42.06 (11) |
| 19                | Nadzeya Novik           | Bielorrússia  | 57.77  | 24.67 (15) | 33.10 (24) |
| 20                | Polina Nagapetjan       | Estônia       | 57.13  | 19.83 (23) | 37.30 (18) |
| 21                | Anghelina Karouka       | Bielorrússia  | 56.67  | 20.17 (21) | 36.50 (20) |
| 22                | Darya Kapskaya          | Bielorrússia  | 56.55  | 20.70 (19) | 35.85 (21) |
| 23                | Lizaveta Svorab         | Bielorrússia  | 54.47  | 20.16 (22) | 34.31 (22) |
| 24                | Aliaksandra Navitskaya  | Bielorrússia  | 54.35  | 20.68 (20) | 33.67 (23) |
| 25                | Margarita Ostrovskaya   | Bielorrússia  | 47.12  | 18.12 (26) | 29.00 (26) |
| 26                | Tatsiana Yatskova       | Bielorrússia  | 45.21  | 15.80 (30) | 29.41 (25) |
| 27                | Amanda Rodrigues Kalluf | Brasil        | 44.76  | 18.10 (27) | 26.66 (27) |
| 28                | Palina Sirotkina        | Bielorrússia  | 42.12  | 16.02 (29) | 26.10 (28) |
| 29                | Viktoria Lustsikova     | Estônia       | 42.08  | 16.81 (28) | 25.27 (29) |
| 30                | Darya Mikitsina         | Bielorrússia  | 39.66  | 19.05 (25) | 20.61 (30) |

#### Dança no gelo noviço avançado
| Pos.              | Nome                                       | Nacionalidade | Pontos | DP1        | DP2        | DL         |
| ----------------- | ------------------------------------------ | ------------- | ------ | ---------- | ---------- | ---------- |
| Medalha de ouro   | Ekaterina Andreeva / Ivan Desyatov         | Rússia        | 88.04  | 16.26 (1)  | 15.45 (1)  | 56.33 (1)  |
| Medalha de prata  | Irina Khavronina / Nikita Tashirev         | Rússia        | 81.96  | 13.85 (3)  | 14.65 (2)  | 53.46 (2)  |
| Medalha de bronze | Eva Zaporozhskaya / Aleksander Balykov     | Rússia        | 77.48  | 14.27 (2)  | 13.88 (3)  | 49.33 (4)  |
| 4                 | Ekaterina Kuznetsova / Dmitrii Parkhomenko | Rússia        | 73.89  | 13.07 (4)  | 10.67 (10) | 50.15 (3)  |
| 5                 | Elena Mamchenkova / Dmitriy Nenashev       | Rússia        | 71.93  | 11.50 (7)  | 13.68 (4)  | 46.75 (5)  |
| 6                 | Angelina Zimina / Egor Goncharov           | Rússia        | 69.69  | 11.50 (6)  | 13.66 (5)  | 44.53 (8)  |
| 7                 | Yana Lapkes / Usevalad Arkhipenko          | Bielorrússia  | 68.81  | 11.95 (5)  | 11.56 (9)  | 45.30 (7)  |
| 8                 | Nika Dayneko / Vladislav Kasinskii         | Rússia        | 68.43  | 11.06 (10) | 11.83 (8)  | 45.54 (6)  |
| 9                 | Zlata Jefimenko / Vadym Kolesnik           | Ucrânia       | 66.59  | 11.16 (9)  | 12.83 (6)  | 42.60 (9)  |
| 10                | Ekaterina Sapozhenkava / Roman Balanovich  | Bielorrússia  | 64.33  | 11.33 (8)  | 11.88 (7)  | 41.12 (10) |
| 11                | Karina Sidarenka / Maksim Yelenich         | Bielorrússia  | 56.31  | 9.03 (12)  | 10.18 (11) | 37.10 (11) |
| 12                | Arina Pavlishschuk / Alexandr Kuropatka    | Uzbequistão   | 32.08  | 5.82 (13)  | 5.72 (13)  | 20.54 (12) |
| WD                | Darya Mitrakova / Ilya Drantusov           | Bielorrússia  | —      | 9.59 (11)  | 9.51 (12)  | — (WD)     |
| WD                | Sofya Tyutyunina / Alexander Shustitskiy   | Rússia        | —      | — (WD)     |            |            |

## Quadro de medalhas
Sênior
| Ordem | País          | Medalha de ouro | Medalha de prata | Medalha de bronze |   | Ordem por total |
| ----- | ------------- | --------------- | ---------------- | ----------------- | - | --------------- |
| 1     | Coreia do Sul | 2               |                  | 1                 | 3 | 1               |
| 2     | Rússia        | 1               | 1                |                   | 2 | 2               |
| 3     | Bielorrússia  |                 | 1                |                   | 1 | 3               |
| 3     | Lituânia      |                 | 1                |                   | 1 | 3               |
| 5     | Azerbaijão    |                 |                  | 1                 | 1 | 3               |
| 5     | Estônia       |                 |                  | 1                 | 1 | 3               |
| TOTAL | TOTAL         | 3               | 3                | 3                 | 9 | —               |

Geral
| Ordem | País          | Medalha de ouro | Medalha de prata | Medalha de bronze |    | Ordem por total |
| ----- | ------------- | --------------- | ---------------- | ----------------- | -- | --------------- |
| 1     | Rússia        | 3               | 2                | 2                 | 7  | 1               |
| 2     | Ucrânia       | 3               |                  | 1                 | 4  | 2               |
| 3     | Coreia do Sul | 2               |                  | 1                 | 3  | 5               |
| 4     | Suécia        | 1               |                  |                   | 1  | 6               |
| 5     | Bielorrússia  |                 | 4                |                   | 4  | 2               |
| 6     | Estônia       |                 | 1                | 3                 | 4  | 2               |
| 7     | Itália        |                 | 1                |                   | 1  | 6               |
| 7     | Lituânia      |                 | 1                |                   | 1  | 6               |
| 9     | Azerbaijão    |                 |                  | 1                 | 1  | 6               |
| 9     | Letônia       |                 |                  | 1                 | 1  | 6               |
| TOTAL | TOTAL         | 9               | 9                | 9                 | 27 | —               |